# Bard-lès-Pesmes
Bard-lès-Pesmes là một xã thuộc tỉnh Haute-Saône trong vùng Bourgogne-Franche-Comté phía đông nước Pháp.